# O Exorcista
The Exorcist (prt/bra: O Exorcista) é um filme norte-americano de 1973 do gênero terror sobrenatural dirigido por William Friedkin e escrito por William Peter Blatty, baseado no livro homônimo de sua autoria. O filme aborda a possessão demoníaca de uma garota de 12 anos. O livro de Blatty teve inspiração no exorcismo de um garoto de 14 anos de idade, documentado em 1949.
O filme tornou-se um dos mais lucrativos filmes de terror de todos os tempos, arrecadando o equivalente a U$ 441.306.145,00 em todo o mundo, sendo lançado pela Warner Bros. Pictures no dia 26 de dezembro de 1973 nos Estados Unidos.

## Enredo
Num sítio arqueológico em Hatra, próximo a Nínive, no Iraque, o arqueólogo e padre Lankester Merrin (Max von Sydow) visita uma escavação onde foi encontrada uma pequena escultura de pedra de uma criatura bestial e horrível. Merrin depois encontra uma estranha estátua de Pazuzu, que tem uma cabeça similar àquela anteriormente encontrada.
Enquanto isso, Damien Karras (Jason Miller), um jovem padre da Universidade de Georgetown, começa a duvidar de sua fé ao lidar com a doença terminal de sua mãe.
Chris MacNeil (Ellen Burstyn), uma atriz que está filmando em Georgetown, percebe dramáticas e perigosas mudanças de comportamento em sua filha de 12 anos, Regan MacNeil (Linda Blair). A menina tem uma convulsão e demonstra poderes sobrenaturais como levitação e grande força. Regan fala palavrões e blasfêmias com uma voz demoníaca feminina. Inicialmente, Chris pensa que as mudanças de Regan estão relacionadas à sua entrada na puberdade, mas os médicos suspeitam de uma lesão em seu cérebro. Regan é submetida a uma série de exames médicos desagradáveis que não acusam nada de anormal, e o médico recomenda Regan a um psiquiatra, a quem Regan ataca violentamente. Ocorrências paranormais continuam a ocorrer, incluindo a cama sacudindo, barulhos estranhos e movimentos inexplicáveis.
Esgotados os recursos científicos, um dos médicos recomenda um exorcismo, sugerindo que os sintomas de Regan são resultado de uma possessão demoníaca, devendo ser resolvida por um padre. Em desespero, Chris consulta o padre Karras, uma vez que ele, além de padre, é psiquiatra. Durante o período em que este observa Regan, ela constantemente refere-se a si própria como o demônio. Karras inicialmente acredita que a menina sofre de psicose, até que ele lembra dela falando em um idioma estranho, que é de fato inglês de trás para frente. Apesar de suas dúvidas, ele decide pedir permissão à Igreja para conduzir um exorcismo. O Tenente William também tem as suspeitas voltadas para um possível crime, passando assim a vigiar a casa. Na primeira, ele fica apenas dentro do carro e quando olha para a janela do quarto de Regan vê a sombra desta.
O padre Merrin, um exorcista experiente, é chamado a Washington às pressas para ajudar. Merrin e Karras tentam espantar o espírito maligno de Regan. O demônio ameaça e agride ambos os padres, verbal e fisicamente, inclusive usando a voz da mãe de Karras para chateá-lo. O Tenente William toca à campainha da casa para questionar a Chris o que se passa e pede-lhe para entrar. Quando Karras entra no quarto de Regan vê Merrin sofrendo um infarto. Karras tenta socorrer Merrin, mas ele morre. A menina ri-se. Karras enerva-se e fica farto daquilo tudo e então agarra o pescoço da menina e desafia o demônio a deixar Regan e entrar nele. O demônio o faz, e Karras comete suicídio se jogando pela janela. O Tenente e Chris entram no quarto e vêm Regan no chão a gemer pela sua mãe. Lá embaixo, devastado, o padre Dyer (William O'Malley) administra a extrema unção a Karras.
Regan, sem a presença do demônio, tem sua saúde recuperada e não lembra de nada que aconteceu, e vai embora de Georgetown com sua mãe. O padre Dyer olha de novo para as escadas, recordando o acontecimento. O Tenente chega a casa para ver como a família está, mas chega tarde demais. O padre Dyer diz que ficou tudo bem. No final, o Tenente convida o padre a ir ver um filme com ele. Ele os dois fazem companhia um ao outro e o filme termina com eles a atravessarem a estrada.

## Elenco
- Ellen Burstyn como Chris MacNeil
- Jason Miller como Padre Damien Karras
- Max von Sydow como Padre Lankester Merrin
- Linda Blair como Regan MacNeil
- Eileen Dietz como o rosto associado ao demônio, visto apenas em vislumbres e cortes rápidos.
- Mercedes McCambridge providenciou a voz do demônio, Pazuzu.
- Lee J. Cobb como Tenente William Kinderman
- William O'Malley como Padre Joseph Dyer
- Kitty Winn como Sharon Spencer
- Jack MacGowran como Burke Dennings
- Barton Heyman como Dr. Klein
- Peter Masterson como Barringer
- Rudolf Schündler como Karl
- Gina Petrushka como Willi
- Robert Symonds como Dr. Taney
- Thomas Birmingham como Reitor da Universidade

## Produção

### Base fatual para o filme
Os aspectos do livro foram inspirados por um exorcismo realizado em um jovem de Cottage City, Maryland, em 1949 pelo padre jesuíta Pe William S. Bowdern, que anteriormente tinha ensinado em ambas Universidade de St. Louis e St. Louis University High School. A família luterana estava convencida de que o comportamento agressivo da criança era atribuível a possessão demoníaca, e chamou os serviços do Padre Walter Halloran para realizar o ritual de exorcismo.
Embora Friedkin admitisse estar muito relutante em falar sobre os aspectos fatuais do filme, ele fez o filme com a intenção de imortalizar os acontecimentos que tiveram lugar no Cottage City, Maryland em 1949, e apesar das mudanças relativamente pequenas que foram feitas, a película descreve tudo o que pode ser verificado por aqueles que estão envolvidos. Foi um dos três exorcismos sancionados pela Igreja Católica nos Estados Unidos naquela época. A fim de fazer o filme, foi permitido para Friedkin o acesso aos diários dos padres envolvidos, bem como os médicos e enfermeiros; Ele também discutiu os eventos com a tia do menino em grande detalhes. Friedkin não acredita que a "cabeça rodando" realmente tenha ocorrido, mas isso foi contestado. Friedkin não é cristão de qualquer denominação.
Embora inspirado em fatos reais, o livro de ficção de William Peter Blatty mudou vários detalhes, como transformar o sexo da vítima supostamente possuída de menino em uma menina, bem como alterar a idade da suposta vítima. Uma análise posterior por céticos paranormais do caso original de 'Roland Doe' (ou 'Robbie Mannheim') acreditam que era provável que o caso fosse um adolescente doente mental. Os eventos reais que possam ter ocorrido (como palavras sendo esculpidas na pele) poderiam ser simplesmente falsas, embora o caso tenha atraído uma grande quantidade de notoriedade.

### Edição de som
Para produzir o grunhido do demônio no filme, foram captados sons de porcos e vacas sendo levados para o abate em uma fazenda. A ligação entre porcos e demônios também foram relatadas pelos investigadores paranormais Ed e Lorraine Warren no mesmo local onde ocorreu o caso de Amityville. A filha da família Lutz dizia brincar com um amigo imaginário que ela descreveu como um porco de olhos vermelhos chamado Jodie, que poderia transformar não só a forma, mas o tamanho, por vezes sendo maior do que a casa. O uso de porcos também foi relatado nos evangelhos, em Jesus exorcizando o geraseno. No qual uma legião (conjunto) de demônios é transferida para 2 mil porcos.

## Imagem subliminar alegada
O Exorcista esteve também no centro da controvérsia devido ao seu alegado uso de imagens subliminares. Wilson Bryan Key escreveu um capítulo inteiro sobre o filme em seu livro de mídia Sexploitation alegando múltiplos usos de imagens subliminares e semissubliminares e efeitos sonoros. Key observou o uso da face Pazuzu (em que Key erroneamente assumiu que era Jason Miller que em uma composição de máscara de morte) e afirmou que os suportes verticais dos cantos da cama estavam em forma de sombras fálicas na parede e que a cara de um crânio é sobreposta em uma nuvem da respiração do padre Merrin. Key também escreveu muito sobre o design de som, identificando o uso de guinchos de suínos, por exemplo, e elaborando sobre sua opinião sobre a intenção subliminar de tudo. Um artigo detalhado na edição de vídeo Watchdog de julho/agosto de 1991 analisou o fenômeno, fornecendo ainda molda a identificação de vários usos de subliminares que "piscam" ao longo do filme.
Em uma entrevista da mesma edição, Friedkin explicou, "eu vi cortes subliminares em uma série de filmes antes de eu colocá-los em The Exorcist, e eu pensei que era um dispositivo de contar histórias muito eficaz ... A edição subliminar em The Exorcist foi feita para criar o efeito dramático, alcançar e sustentar uma espécie de estado de sonho". No entanto, estes flashes assustadores rápidos foram rotulados com "[não] realmente subliminares" e "quase" ou "semissubliminare". Uma imagem subliminar verdadeira deve ser, por definição, abaixo do limiar de consciência. Em uma entrevista em um livro de 1999 sobre o filme, o autor de The Exorcist Blatty abordou a controvérsia, explicando que, "Não há imagens subliminares. Se você pode vê-las, não é subliminar."

## Acontecimentos estranhos na vida real
O filme também não passou apenas por críticas e acusações. E apesar de ter sido um sucesso estrondoso, os atores, os compositores e os técnicos envolvidos na produção relataram acontecimentos estranhos na vida real, durante e após as filmagens. A primeira foi com o ator Max von Sydow, que era o padre Merrin, que durante as filmagens descobriu que o seu irmão morreu. A seguinte foi quando uma esposa grávida de um assistente de câmera perdeu o bebé. Durante as gravações, o conjunto de filmagens pegou fogo de forma misteriosa. E curiosamente, apenas o quarto da personagem da Linda Blair (Regan) não foi atingido.
Uma outra foi a morte do ator Jack MacGowran, que interpretou o padre Dennings e que a sua personagem morreu quando caiu abaixo pelas escadas de um beco. Na vida real, uma semana depois após o lançamento do filme, o ator morreu devido a uma gripe.

## Adaptação para TV
Em 1979, o filme começou a ser adaptado para as televisões. No entanto, o humor bizarro e um critério rigoroso acerca dos filmes de terror na televisão generalista impediu a sua exibição na TV em horários antes das 23:00 h. A versão de TV em rede originalmente transmitida pela CBS em 1980, e foi adaptada pelo próprio William Friedkin, que também gravou uma peça de reposição da estátua da Virgem Maria chorando sangue, substituindo a foto de uma estátua mais obscuramente profanada. O próprio Friedkin falou as novas linhas censuradas do Demônio; ele não estava disposto a trabalhar com Mercedes McCambridge novamente.

## Principais prêmios e indicações

### Oscar 1974(EUA)
| Data               | Categoria                | Recipiente                                       | Resultado |
| ------------------ | ------------------------ | ------------------------------------------------ | --------- |
| 2 de Abril de 1974 | Melhor Filme             | William Peter Blatty                             | Indicado  |
| 2 de Abril de 1974 | Melhor Diretor           | William Friedkin                                 | Indicado  |
| 2 de Abril de 1974 | Melhor Atriz             | Ellen Burstyn                                    | Indicado  |
| 2 de Abril de 1974 | Melhor Ator Coadjuvante  | Jason Miller                                     | Indicado  |
| 2 de Abril de 1974 | Melhor Atriz Coadjuvante | Linda Blair                                      | Indicado  |
| 2 de Abril de 1974 | Melhor Roteiro Adaptado  | William Peter Blatty                             | Venceu    |
| 2 de Abril de 1974 | Melhor Fotografia        | Owen Roizman                                     | Indicado  |
| 2 de Abril de 1974 | Melhor Direção de Arte   | Bill Malley, Jerry Wunderlich                    | Indicado  |
| 2 de Abril de 1974 | Melhor Edição            | Jordan Leondopoulos, Evan A. Lottman, Norman Gay | Indicado  |
| 2 de Abril de 1974 | Melhor Som               | Robert Knudson, Chris Newman                     | Venceu    |

- Ganhou quatro Globos de Ouro nas categorias de melhor filme - drama, melhor diretor, melhor roteiro e melhor actriz coadjuvante (Linda Blair). Recebeu ainda outras três indicações: melhor actriz - drama (Ellen Burstyn), melhor actor coadjuvante (Max von Sydow) e melhor revelação feminina (Linda Blair).
- Foi indicado ao BAFTA na categoria de melhor som.
- Academy of Science Fiction, Fantasy & Horror Films - ganhou nas categorias de melhor filme de terror, melhor maquiagem, melhores efeitos especiais e melhor roteiro.
- Foi o primeiro filme de terror a ser indicado ao Oscar de Melhor Filme.

## Sequências e derivados

### Cinema
- Exorcista II - O Herege de 1977, protagonizada por Linda Blair.
- O Exorcista III, de 1990, com George C. Scott.
- O Exorcista - O Início, de 2004, com Stellan Skarsgård e Izabella Scorupco. Este se passa cronologicamente em uma época anterior ao primeiro filme.
- Domínio: Prequela de O Exorcista, de 2005, com Stellan Skarsgård. Uma nova versão de O Exorcista - O Início, que na verdade é o remake do primeiro filme.

### Televisão
- The Exorcist, série de 2016-2017, protagonizada por Alfonso Herrera, Ben Daniels e Geena Davis.